# 神戸市立鹿の子台小学校
神戸市立鹿の子台小学校（こうべしりつ かのこだいしょうがっこう）は、兵庫県神戸市北区鹿の子台北町にある公立の小学校である。
学校敷地内には、赤レンガ広場・顔の階段・顔の広場・古墳・ビオトープ・百葉箱・市民図書館などがありユニークである。校舎内は基本的に土足だが、一部エリアは土足厳禁(上履きまたは裸足)である。
また、卒業生にはJリーグのファジアーノ岡山FCに所属している加藤聖、元サッカー選手の西村洋平、元ラグビー選手の藏田知浩がいる。

## 沿革
- 1991年
  - 4月 - 神戸市立長尾小学校より分離開校。
  - 7月 - 校章制定。
  - 9月 - 校歌制定。

## 教育目標
- かがやきと笑顔あふれる鹿の子台
  - かんがえる子　
  - のびのびとあかるい子
  - こつこつとがんばる子

## 通学区域
- 神戸市北区[1]
  - 鹿の子台北町1 - 8丁目、鹿の子台南町1 - 6丁目

## 交通
- 神戸電鉄三田線
  - 神鉄道場駅より徒歩10分
  - 道場南口駅より徒歩13分

## 周辺
- 神戸市立北神戸中学校（進学先中学校）
- 神戸鹿の子幼稚園
- 星の子こども園
- 星の杜こども園
- 城の西緑地
- 千代ヶ谷公園
- 掖谷公園
- ケーズデンキ北神戸鹿の子台パワフル館
- マックスバリュ鹿の子台店
- ナフコ鹿の子台店
- ナフコ TWO-ONE STYLE 鹿の子台店
- 恒生かのこ病院
- 恒生病院

## 通学区域が隣接している学校
- 神戸市立道場小学校
- 神戸市立長尾小学校
- 神戸市立義務教育学校八多学園